# Модель Ніцци із п'ятьма планетами-гігантами
Гіпотетична п'ята планета-гігант — додаткова планета, яку деякі фізики-теоретики додають в останніх версіях так званої моделі Ніцци, намагаючись усунути явні недоліки теорії формування Сонячної системи. Передбачається, що на початкових етапах існування Сонячної системи планет-гігантів у ній було не чотири, як зараз (Юпітер, Сатурн, Уран, Нептун), а п'ять, і що п'яту газову планету було виштовхнуто із Сонячної системи внаслідок гравітаційних збурень між Юпітером і Сатурном. Додання п'ятого газового гіганта в числових моделях початкових етапів існування Сонячної системи дало змогу збільшити імовірність подібності результатів моделювання до фактичної сучасної структури Сонячної системи.

## Підґрунтя
Сучасні теорії формування планетної системи не передбачають утворення шляхом акреції таких планет, як Уран і Нептун, на їхніх нинішніх позиціях. Протопланетний диск був надто розріджений: за розрахунками, великі газові планети «не встигають» утворитися до того, як цей диск розсіється. З числових моделей випливає, що процес акреції мав припинитися вже в той час, коли утворилися планетезималі розміром із Плутон.
Після моделювання вченими США еволюції орбіт планет у часи становлення Сонячної системи виявилося, що Юпітер перебував на набагато більшій відстані від Сонця, ніж зараз. Переміститися ближче газовий гігант міг би лише за рахунок виштовхування малих тіл за межі системи. Такий варіант подій призвів би до зіткнення Землі з Марсом або Венерою. Юпітер міг переміститися й іншим способом (стрибком), одночасно виштовхуючи за межі системи Уран або Нептун.

## Модель Ніцци
Основна стаття: Модель Ніцци
Наразі вважається загальновизнаним, що на початкових етапах свого існування Сонячна система була компактнішою і що зовнішні планети мігрували на свої орбіти з її внутрішніх областей. Уперше процес міграції зовнішніх планет на етапі планетезималей було описано в роботі «Деякі аспекти динаміки акреції Урана й Нептуна». Цей процес зумовлено обміном моментом імпульсу між планетами й планетезималями. Розробники перших динамічних моделей виходили з припущення, що така міграція відбувалася поступово. Окрім обґрунтування положення поточних орбіт зовнішніх планет, ці моделі пояснювали існування об'єктів з орбітальними резонансами, ексцентриситет орбіти Плутона, нахили орбіт класичних об'єктів поясу Койпера і факт існування розсіяного диска, а також зменшення загальної маси й положення зовнішнього краю поясу Койпера поблизу орбіт із резонансом 2:1 з Нептуном. Утім, ці моделі не давали змогу пояснити ексцентриситети орбіт зовнішніх планет: із них випливало, що наприкінці процесу міграції їхні ексцентриситети мали бути дуже малими.
Розробникам вихідної моделі Ніцци вдалося розв'язати цю проблему шляхом розташування орбіт Юпітера й Сатурна у резонансі 2:1. У моделі, після певного періоду поступової міграції, коли досягався резонанс 2:1, ексцентриситети орбіт цих двох планет-гігантів збурюються. Це спричиняє дестабілізацію в зовнішніх областях Сонячної системи і низку гравітаційних зіткнень, унаслідок яких Уран і Нептун виштовхуються у планетезимальний диск. Опинившись там, вони, своєю чергою, збурюють орбіти великої кількості планетезималей, виштовхуючи їх усередину системи, у бік Сонця, і прискорюючи міграцію планет. Збурення орбіт планетезималей і пертурбації резонансів у поясі астероїдів спричиняють бомбардування внутрішніх планет. Окрім пояснення положень і ексцентриситетів внутрішніх планет, модель Ніцци в її вихідній формі пояснює:
- походження троянських астероїдів Юпітера[16] і Нептуна[17];
- походження нерегулярних супутників Сатурна, Урана й Нептуна[18];
- походження численних різновидів транснептунових об'єктів (ТНО)[19];
- потужність, а за «правильних» вихідних умов — часові рамки пізнього важкого бомбардування[20].

Утім, вихідною моделлю Ніцци вдалося пояснити не все. Під час поступової міграції Юпітера й Сатурна збурюються вікові резонанси планет внутрішньої частини Сонячної системи. У міру того, як віковий резонанс чинить вплив на внутрішні планети, збільшуються ексцентриситети їхніх орбіт, через що дестабілізується внутрішня область Сонячної системи. Особливо серйозну проблему становить наближення Юпітера й Сатурна до резонансу 2:1, оскільки, за даними числових обчислень, у певний момент орбіта Марса починає перетинати орбіту однієї з інших планет, що призводить до їх зіткнення або викидання Марса із Сонячної системи. Суттєво змінюються також орбіти астероїдів: змінюються ексцентриситети й нахили їхніх орбіт. Пояс астероїдів, який утворюється в розрахунках, складається з більшої частки об'єктів із великими нахилами, ніж наразі спостерігається.
Аби ексцентриситети орбіт внутрішніх планет залишилися невеликими, а ексцентриситети й нахили астероїдів були порівнянні зі спостережуваними, потрібно, щоб міграція планет-гігантів відбувалася швидше, ніж це випливає з моделей міграції планетезималей. Для розв'язання цієї проблеми теоретики висунули ідею, що в міграції Юпітера й Сатурна домінувала взаємодія «планета — планета». Зокрема, одного з крижаних гігантів внаслідок гравітаційної зустрічі із Сатурном було виштовхнуто всередину Сонячної системи на орбіту, яка перетинає орбіту Юпітера, а потім — назовні, теж унаслідок гравітаційної зустрічі, цього разу з Юпітером. У результаті орбіти Юпітера й Сатурна швидко змінювалися. Таку еволюцію орбіт планет-гігантів, подібну до процесів, описаних дослідниками екзопланет, називають «сценарієм стрибаючого Юпітера».

## Сонячна система з п'ятьма планетами-гігантами
Здійснивши численні емуляції розвитку системи із чотирма планетами-гігантами, дослідники з'ясували, що сценарій стрибаючого Юпітера майже не дає змоги «отримати» Сонячну систему в її сучасному вигляді. Внутрішній крижаний гігант часто виштовхується із системи внаслідок взаємодії з Юпітером, якщо в розрахунках використовуються маси поясу планетезималей, типові для моделі Ніцци. І хоча з'ясувалося, що збільшення маси поясу планетезималей збільшує імовірність збереження цього крижаного гіганта в системі, воно водночас призводить до надмірного віддалення Сатурна від Юпітера.
Аби усунути цю невідповідність, Девід Несворни (David Nesvorný) із Південно-західного дослідницького інституту висунув ідею, що на етапі формування у Сонячній системі було не чотири, а п'ять планет-гігантів; додаткову планету, маса якої приблизно дорівнює масі Нептуна, він «розташував» між Сатурном і Ураном. Здійснивши тисячі емуляцій із різноманітними початковими умовами, він дійшов висновку, що система з п'ятьма планетами-гігантами в 10 разів частіше перетворюється на подібну до сучасної Сонячної. Аналогічні результати дали ретельніші дослідження з використанням ще більшого діапазону початкових умов, зокрема систем із шістьма планетами-гігантами. З'ясувалося також, що найскладніше було «отримати» систему, у якій орбіта Юпітера набувала б «належного» ексцентриситету.
Найкращі результати давали емуляції, у яких Нептун встигав мігрувати на кілька астрономічних одиниць назовні до того, як починалося гравітаційне зіткнення між крижаними гігантами та Юпітером. У таких випадках значна частка планетезимального диска виштовхувалася до того, як відбувалася «гравітаційна сутичка» Юпітера й крижаного гіганта, унаслідок якої ексцентриситет орбіти Юпітера зменшувався, а рештки маси диска викидалися із системи.
Емуляції, під час яких відбувалася повільна міграція Нептуна скрізь планетезимальний диск, теж спричинювали змінення нахилів об'єктів поясу Койпера у широкому діапазоні. Під час міграції Нептуна багато планетезималей виштовхуються назовні, а ексцентриситети й нахили їхніх орбіт збурюються через вплив гравітації Нептуна. Повільність міграції Нептуна «забезпечує» достатньо часу для того, щоб згодом частина цих об'єктів осіла на стабільних орбітах. Після потрапляння в орбітальний резонанс у деяких із них унаслідок ефекту Козаї ексцентриситети орбіт зменшуються, а нахили — збільшуються. У міру того як Нептун мігрує далі, об'єкти із малими значеннями ексцентриситету невдовзі переходять із резонансних орбіт на стабільні, відтак перетворюючись на класичні об'єкти поясу Койпера.
Емуляції розвитку планетних систем з участю чотирьох і п'яти планет-гігантів здійснювали також Костянтин Батигін, Майкл Браун і Гейден Беттс (Hayden Betts). Використовуючи різні критерії визначення «вдалих» емуляцій, вони виявили, що обидва типи систем — із чотирма, і з п'ятьма планетами-гігантами — із достатньою ймовірністю дають змогу «створити» зовнішні області Сонячної системи і що збереження вихідного поясу об'єктів потребує виштовхування додаткової планети протягом 10 000 років.
Таким чином, можна припустити, що на етапі зародження Сонячної системи газових планет було не чотири, а п'ять. Саме цей «додатковий» гігант і був витиснутий Юпітером: він або перейшов на дуже віддалену орбіту, або опинився поза межами Сонячної системи. На користь цієї гіпотези свідчить також недавнє відкриття десяти планет-сиріт, яке підтверджує, що виштовхування планет за межі системи не є звичайною подією. Утім, місцезнаходження гіпотетичної п'ятої планети-гіганта невідомо. З п'ятою планетою-гігантом корелюють непідтверджені гіпотези про планети Тіхе, Нібіру або якою-небудь іншу Планету X.

## Обговорення назви
Як повідомляє Девід Несворни, його колеги запропонували кілька назв гіпотетичного п'ятого крижаного гіганта:
- Аїд (Hades) — у давньогрецькій міфології бог підземного царства мертвих і назва власне царства мертвих.
- Лібер (Liber) — у римській міфології бог виноградарства й вина, родючості й волі.
- Мефітіс (Mefitis) — у римській міфології богиня шкідливих підземних випарів.
- Штучка Один («Thing 1») — персонаж казки «Кіт у капелюсі»[30].